# Juan de Dios Peña Rojas
Juan de Dios Peña Rojas (* 8. August 1967 in Mérida) ist ein venezolanischer Geistlicher und Bischof von El Vigía-San Carlos del Zulia. 

## Leben
Juan de Dios Peña Rojas studierte ab 1985 am Priesterseminar in Mérida und erwarb den Abschluss in Theologie an der Päpstlichen Universität Xaveriana in Bogotá. Er empfing am 22. August 1992 durch Erzbischof Baltazar Porras die Priesterweihe für das Erzbistum Mérida.
Er erwarb in den folgenden Jahren das Lizenziat in Theologie am Universitätsinstitut Santa Rosa de Lima in Caracas und das Lizenziat in Kirchengeschichte an der Päpstlichen Universität Gregoriana. Von 1992 bis 1995 war er Professor und Institutsdirektor am Priesterseminar in Mérida und gleichzeitig in der Jugendpastoral sowie in der Diözesanverwaltung tätig. Weitere Lehrtätigkeiten am selben Seminar folgten in den Jahren 1996 bis 1998 und von 2000 bis 2011.
Zeitweise war er in der Pfarrseelsorge tätig. Außerdem war er Sekretär des Priesterrats. Seit 2005 leitete er die historische Kommission im Seligsprechungsverfahren für Georgina Febres Cordero. Er war Mitglied des Konsultorenkollegiums des Erzbistums Mérida und wurde zum Domkapitular ernannt. Seit 2011 war er Regens des Priesterseminars  in Mérida.
Papst Franziskus ernannte ihn am 17. April 2015 zum Bischof von El Vigía-San Carlos del Zulia. Die Bischofsweihe spendete ihm der Erzbischof von Mérida, Baltazar Porras, am 4. Juli desselben Jahres. Mitkonsekratoren waren der Erzbischof von Maracaibo, Ubaldo Ramón Santana Sequera FMI, und der Bischof von Barinas, José Luis Azuaje Ayala.